# سوفي شميت
سوفي شميت (بالإنجليزية: Sophie Schmidt) (و. 1988  م) هي لاعبة كرة قدم، من كندا، ولدت في وينيبيغ، شاركت في الألعاب الأولمبية الصيفية 2012، و2016، تلعب كلاعبة وسط.

## التعليم
تعلمت في جامعة بورتلاند.

## روابط خارجية
- سوفي شميت على موقع الاتحاد الدولي (مؤرشف)  (الإنجليزية)
- سوفي شميت على موقع الاتحاد الأوربي (الإنجليزية)
- سوفي شميت على موقع قاعدة بيانات كرة القدم.إي يو (الإنجليزية)
- سوفي شميت على موقع Soccerway.com (الإنجليزية)
- سوفي شميت على موقع عالم كرة القدم.نت (الإنجليزية)
- سوفي شميت على موقع اللجنة الأولمبية الدولية (الإنجليزية)
- سوفي شميت على موقع أوليمبيديا (الإنجليزية)
- سوفي شميت على موقع اللجنة الأولمبية الكندية (الإنجليزية)